# Üss vagy fuss reakció
Az üss vagy fuss reakció (hívják még harcolj vagy menekülj reakciónak, illetve vészreakciónak is) egy fiziológiai reakció, ami egy vélt vagy valós ártalmas esemény, támadás, vagy a túlélést fenyegető helyzetben jön létre. Az első leírását Walter Bradford Cannon adta. Elmélete szerint a fenyegetésre az állatok szimpatikus idegrendszerük általános aktivizálásával reagálnak, így késztetve az állatot menekülésre vagy harcra. Pontosabban a mellékvese termel egy hormonális kaszkádot, amelynek eredményeképpen katekolaminok, főképpen noradrenalin és adrenalin szabadulnak fel. Amit Sood, orvosprofesszor a Mayo Klinikai kutatója tárgyalja a klasszikus üss vagy fuss reakciót, amivel kapcsolatban megállapította, hogy az ösztrogén és tesztoszteron is hormonok, amik befolyásolják, hogyan reagálunk a stresszre, csak úgy, mint a dopamin és a szerotonin.
Ez a válasz az első szakaszban a általános adaptáció, ami szabályozza a stressz válaszokat a gerincesek és más szervezetek körében is.

## Fiziológia

### Vegetatív idegrendszer
A vegetatív idegrendszer egy ellenőrző rendszer, ami úgy működik, hogy nagyrészt tudattalanul szabályozza a szívverést, az emésztést, a légzésszámot, a pupilla választ, a vizelést és a szexuális izgalmat. Ez a rendszer felelős az üss vagy fuss reakció szabályozásáért, aminek a szerepét két összetevő szabályozza.

#### Szimpatikus idegrendszer
A szimpatikus idegrendszer a gerincvelőben található, aminek fő funkciója az, hogy aktiválja a fiziológiai változások során létrejövő üss vagy fuss reakciót. Ezt a komponenst a vegetatív idegrendszer hasznosítja, és egyben aktiválja a noradrenalin felszabadítását a reakció közben.

#### Paraszimpatikus idegrendszer
A paraszimpatikus idegrendszer a gerincvelőben és a nyúltvelőben található és együttesen fejti ki hatását a szimpatikus idegrendszerrel. Fő feladata, hogy aktiválja a „pihenés és emésztés” választ, hogy visszatérítse a testet a homeosztázisba az üss vagy fuss reakció után. Ez a rendszer hasznosítja és aktiválja az acetilkolin kibocsátását.

### Reakció
A reakció az amigdalában kezdődik, ami kivált egy neurális választ a hipotalamuszban. A kezdeti reakciót az agyalapi mirigyből kiválasztódó ACTH hormon aktiválódása követi. A mellékvesében szinte egy időben aktiválódik és bocsátódok ki az adrenalin. A neurotranszmitterek (kémiai hírvivő anyagok) kibocsátása eredményezi a kortizol termelődését, ami megnöveli a vérnyomást, a vércukrot és elnyomja az immunrendszert. Az első válasz és az azt követő reakciók váltják ki annak érdekében, hogy létrehozzanak egy energialöketet. Ez az energialöket aktiválódik az adrenalin által, ami kötődik a májsejtekhez, így ezt követően glükóz termelődik. Továbbá a keringésben lévő kortizol elkezd kötődni a zsírsavakhoz, hogy hozzáférhető energia legyen, ami előkészíti az izmokat és az egész testet a válaszra. A katekolamin hormonok, mint az adrenalin is, vagy a noradrenalin megkönnyíti a közvetlen fizikai reakciók végrehajtását, a heves izomreagálással. Ezek közé tartoznak a következők:
- gyorsuló szív és tüdő funkciók
- sápadás vagy kipirulás, vagy felváltva mindkét reakció
- a gyomor és felső-bélrendszer gátlás alá kerül, ahol az emésztés lelassul vagy megáll
- általános hatás a test záróizmaira
- az erek beszűkülnek a test több részén is
- a metabolikus energiaforrások (különösen a zsír és glikogén) felszabadul az izommunkához
- a vérerek kitágulnak az izmoknak
- a könnymirigy (könnytermelésért felelős) és a nyálfolyás gátlás alá kerül
- a pupilla kitágul (mydriasis)
- ellazul a húgyhólyag
- az erekció gátlás alá kerül
- hallás kizárása (halláscsökkenés)
- alagútszerű látás (perifériás látás elvesztése)
- gerincvelői reflexek elősegítése
- remegés

### A fiziológiai változások funkciója
A fiziológiai változások során előforduló üss vagy fuss reakció aktiválódik annak érdekében, hogy a testben megnövekedjen az erő és a sebesség, várva a közelgő harcot, vagy futást. Néhány specifikus fiziológiai változás és azok funkciói a következők:
- Megnövekszik a véráramlás az izmokhoz, azzal, hogy a test többi részétől eltéríti a véráramlást
- Megnövekedett vérnyomás, pulzusszám, vércukorszint és zsírok annak érdekében, hogy a testet több energiával lássa el
- A véralvadási funkciókat a test felgyorsítja annak érdekében, hogy megakadályozza a vérveszteséget egy esetleges sérülés során a reakció alatt
- Fokozott izomfeszülés annak érdekében, hogy a szervezetet extra gyorsasággal és erővel ruházza fel

## Érzelmi komponensek

### Érzelmek szabályozása
Az üss vagy fuss, reflex értelmezésében az érzelmi szabályozást megelőzésképpen alkalmazzuk a stressz veszélyeinek elkerülésére vagy az érzelmi arousal kontrollálására.

### Érzelmi reakciókészség
A reakció során az érzelmek intenzitása, ami által előidézett inger is meghatározza a jellegét és intenzitását a viselkedési reakciónak. Az egyének a magasabb érzelmi reaktivitásban hajlamosabbak lehetnek a szorongásra, az agresszióra, ami illusztrálja, a következményeit az üss vagy fuss érzelmi válaszára.

## Kognitív összetevők

### Tartalomspecificitás
A kogníció specifikus komponensei az üss vagy fuss reakcióban úgy tűnik, nagyrészt negatívak. Ezeket a negatív kogníciókat talán úgy lehet jellemezni, hogy: felhívják a figyelmet a negatív ingerekre, a kétértelmű szituációk negatív értelmezésére és a negatív szavak felidézésének visszatérésére. Ugyanakkor ott is lehet konkrét negatív gondolatokat összekapcsolni az érzelmekkel, amit gyakran lehet látni a reakciókban.

### Az észlelés szabályozása
Az észlelt kontroll kapcsolódik az egyéni gondolatokhoz, hogy kontrollt gyakoroljon a szituációkban és az eseményekben. Az észlelt kontrollt ajánlatos megkülönböztetni a valós kontrolltól, mert az egyén hitét a képességeiben nem feltétlenül tükrözik a valós képességei. Ezért az alul- vagy fölülbecsült kontroll észlelése vezethet szorongáshoz vagy agresszióhoz.

### Szociális információfeldolgozás
A szociális információfeldolgozás modell javasolja a különböző faktorokat, amik meghatározzák a viselkedést szociális helyzetekben és a már korábban fennálló gondolatokat. Az ellenséges attribúció különösen a kétértelmű helyzetekben látszik az egyik legfontosabb kognitív faktornak, ami kapcsolódik, az üss vagy fuss reakcióhoz, mert annak következménye lehet az agresszió.

## Egyéb állatok

### Evolúciós szempont
Az evolúciós pszichológia magyarázata az, hogy a korai állatoknak gyorsan kellett reagálniuk a fenyegető ingerekre és nem volt idejük, hogy lelkileg és fizikailag is felkészüljenek. Az üss vagy fuss reakció biztosította számukra a mechanizmusokat, hogy gyorsan tudjanak reagálni a túlélésük elleni fenyegetésekre.

### Példák
Egy tipikus példa a stresszválaszra a legelő zebra. Ha a zebra lát egy oroszlánt közeledni, hogy öljön, a stressz válasz aktiválódik. A menekülés intenzív és erőteljes izommunkát igényel, támogatva a test összes rendszere által. A szimpatikus idegrendszer aktiválódása ritkán biztosítja ezeket az igényeket. Egy hasonló példában a harcot bevonva egy macskát megtámadt egy kutya. A macska szívverése felgyorsult, piloerectiója volt (felálltak a szőrszálai, ahogy normális esetben hőségben történik) a pupillái kitágultak, minden jelét mutatta a szimpatikus izgalomnak. Megjegyzendő, hogy a zebra és a macska is fenntartotta a homeosztázist minden állapotában. Az „adrenalin hajsza” azonban hihetetlenül rövid életű, legfeljebb 12 másodpercig tart. A hatás utáni idő mindig tartalmazza a teljes testi fájdalmat, érzékenységet, nehéz mély légzést, és a szervezet minden izmának kimerülését. Az előny általában a túlélés.

### A válaszok fajtái
Az állatok sok komplex formában reagálnak a fenyegetésekre. A patkányok például próbálnak elszökni, amikor veszélyt éreznek, de harcolnak, ha sarokba szorítják őket. Egyes állatok tökéletesen mozdulatlanok képesek maradni, hogy a ragadozók ne vegyék őket észre. Sok állat lefagy vagy halottnak tetteti magát, amikor hozzájuk érnek, abban a reményben, hogy a ragadozó elveszti az érdeklődését irántuk.
Más állatoknak alternatív önvédelmi módszereik vannak. Néhány hidegvérű faj gyorsan megváltoztatja a színét, hogy leplezzék önmagukat. Ezeket a válaszokat a szimpatikus idegrendszer váltja ki, de annak érdekében, hogy illeszkedjen, a modell az üss vagy fuss elmélethez, az üss, elméletének elég szélesnek kell lennie ahhoz, hogy magába foglalja a futás lehetőségét testi vagy érzékszervi úton. Tehát a menekülés el is tűnhet egy másik helyre, vagy csak eltűnik azon a helyen. Gyakran mind a küzdelem és a menekülés kombináltan jelenik meg helyzetekben.
Az üss vagy fuss reakcióknak is van polaritásuk – az egyén tud küzdeni is vagy el is tud menekülni valami ellen vagy elől, ami fenyegetést jelent számára, mint például az éhes oroszlán, vagy harcol, vagy elmenekül, ami szükséges, mint például biztonságot keres a parton egy tomboló folyó elől.
Másik állat fenyegetése nem mindig eredményezi az azonnali üss vagy fuss reakciót. Lehet, hogy van egy fokozott figyelmi időszak, amelynek során minden egyes állat értelmezi a viselkedési jeleket a többitől. A tünetek, mint például a sápadás, piloerectio, mozdulatlanság, hangok és a testbeszéd kommunikálják az állapotát és a szándékait minden állatnak. Lehet, hogy egyfajta tárgyalás, ami után az „üss vagy fuss” bekövetkezhet, jelentkezhet játék közben, párzáskor, vagy egyáltalán nem. Egy példa erre a kiscicák játéka: minden cica jeleit mutatja a szimpatikus izgalomnak, de soha nem okoznak valódi károkat egymásnak.
A hímek és a nőstények általában máshogy küzdenek meg a stresszes helyzetekkel. A hímek sokkal hajlamosabbak egy vélt vészhelyzetre agresszióval reagálni (üss), míg a nőstények sokkal valószínűbben reagálnak meneküléssel (fuss), másokhoz segítségért fordulva vagy kísérletet tesznek a helyzet enyhítésére – „inkább legyünk barátok”. Stresszes időkben az anya nagy valószínűséggel mutat védekező válaszokat az utódjai felé és a tagok iránt, ha fenyegetéssel szembesül.

## Fordítás
Ez a szócikk részben vagy egészben  a   Fight-or-flight response című angol Wikipédia-szócikk ezen változatának fordításán alapul.  Az eredeti cikk szerkesztőit annak laptörténete sorolja fel. Ez a jelzés csupán a megfogalmazás eredetét és a szerzői jogokat jelzi, nem szolgál a cikkben szereplő információk forrásmegjelöléseként.